# Plex venos pterigoid
Plexul pterigoid ( /ˈtɛrɪɡɔɪd/ ;  din greacă pteryx, „aripa“ și eidos „formă“) este un plexul venos de dimensiuni considerabile, și este situat între mușchiul temporal și mușchii pterigoizi laterali și parțial între cei doi mușchi pterigoizi.

## Afluenți
Plexul pterigoid primește afluenți corespunzători cu ramurile arterei maxilare. 
Astfel, primește următoarele vene: 
- vena sfenopalatină
- vena meningeală mijlocie
- vena temporală profundă (anterioară și posterioară)
- venele pterigoide
- vene masterice
- vene buccinatoare
- vene alveolare
- unele vene palatine (vena palatină care se împarte în vena palatină mare și mică)
- o ramură care comunică cu vena oftalmică prin fisura orbitală inferioară
- venele infraorbitale

## Relaționare
Acest plex comunică liber cu vena facială anterioară ; comunică, de asemenea, cu sinusul cavernos, prin ramuri ce trec prinforamenul Vesalius, foramenul oval și foramenul lacerum. Datorită comunicării sale cu sinusul cavernos, infecția superficială a feței se poate răspândi în sinusul cavernos, provocând tromboza sinusului cavernos. Complicațiile pot include edemul pleoapelor, conjunctivele ochilor și paralizia ulterioară a nervilor cranieni care traversează sinusul cavernos. Plexul pterigoid al venelor devine vena maxilară. Vena maxilară și vena temporală superficială se unesc ulterior pentru a deveni vena retromandibulară. Ramura posterioară a venei retromandibulare și a venei auriculare posterioare formează apoi vena jugulară externă, care se varsă în vena subclaviculară.